# Malmö försvarsområde
Malmö försvarsområde (Fo 11) var ett svenskt försvarsområde inom Försvarsmakten som verkade i olika former åren 1942–1997. Försvarsområdesstaben var förlagd i Ystads garnison i Ystad.

## Historia
Malmö försvarsområde bildades den 1 oktober 1942 och var direkt underställd militärbefälhavaren för I. militärområdet. Från den 1 januari 1947 omfattade försvarsområdet geografiskt Malmöhus län. Det efter att Ystads försvarsområde (Fo 12) och Helsingborgs försvarsområde (Fo 13) upphörde som egna myndigheter och uppgick i Malmö försvarsområde (Fo 11).
I samband med OLLI-reformen, vilken genomfördes inom försvaret åren 1973–1975, sammanslogs Södra skånska regementet med Malmö försvarsområde (Fo 11). Från den 1 juli 1976 bildades försvarsområdesregementet P 7/Fo 11. Detta medförde att inom Malmö försvarsområde blev Södra skånska regementet ett A-förband (försvarsområdesregemente), Skånska luftvärnsregementet blev ett B-förband (utbildningsförband). Södra skånska regementet fick det samlade mobiliserings- och materialansvaret inom försvarsområdet och B-förbanden svarade endast som ett utbildningsförband.
Inför försvarsbeslutet 1996 föreslog regeringen till riksdagen att antalet försvarsområdesstaber skulle reduceras, detta med bland annat hänvisning till den då pågående översynen av länsindelningarna. Där bland annat Malmöhus län och Kristianstads län den 1 januari 1998 bildade Skåne län. För försvarsområdesstaben vid Södra skånska regementet (P 7/Fo 11) innebar förslaget att den skulle avvecklas senast den 31 december 1997. Från den 1 januari 1998 kom regementet att uppgå i Södra skånska brigaden (MekB 7) under det nya namnet Södra skånska regementet och Södra skånska brigaden (MekB 7). Malmö försvarsområde (Fo 11) kom i sin tur att integreras i Kristianstads försvarsområde (Fo 14), under det nya namnet Skånes försvarsområde (Fo 14), vilken lydde under Skånska dragonregementet i Hässleholms garnison.

## Förläggningar och övningsplatser
När Malmö försvarsområde bildades förlades staben till Västra Kanalgatan 1 i Malmö. Den 1 oktober 1945 förlades staben till Rundelsgatan 16E och den 19 september 1955 Hjälmarekajen 7. Den 1 oktober 1956 samlokaliserades staben i Malmö med Malmö marina bevakningsområde (BoMö). Från den 4 november 1968 till den 30 september 1976 var staben samgrupperade med Malmö marina bevakningsområde vid Stora Nygatan 29. Efter att Helsingborgs och Ystads försvarsområde tillkom, kom staben även ha viss förrådsverksamhet vid Bergakasernen i Helsingborg och vid regementet i Ystad. Försvarsområdesstaben flyttades till Ystad den 1 januari 1976, men kvarstod med delar av staben vid Stora Nygatan, vilken från den 1 september 1982 lokaliserades till Skånska luftvärnsregementet före detta kaserner vid Husie kyrkoväg.

## Förbandschefer
Förbandschefen titulerades försvarsområdesbefälhavare och fick i samband OLLI-reformen tjänstegraden överste 1. graden.
- 1942–1946: Överste Gunnar Wilhelm Probus af Sillén
- 1947–1948: Överste Börje Gustaf Wickbom
- 1948–1951: Överste Erik Drakenberg
- 1951–1954: Överste Olof Häger
- 1954–1957: Överste David Hermelin
- 1957–1958: Överste Carl von Horn
- 1958–1967: Överste Wilhelm Reuterswärd
- 1967–1970: Överste Stig Magneberg
- 1970–1973: Överste Sten-Olle Tegmo
- 1973–1975: Överste Claes Carlsten
- 1976–1978: Överste 1. graden Claes Carlsten [c]
- 1978–1986: Överste 1. graden Bertil Green
- 1986–1988: Överste 1. graden Sven-Åke Jansson
- 1988–1995: Överste 1. graden Gert Nilsson
- 1995–1997: Överste 1. graden Christer Sterning
- 1997–1997: Överste Gunnar Jansson [d]

## Namn, beteckning och förläggningsort
| Malmö försvarsområde | 1942-10-01 | – | 1997-12-31 |

| Fo 11     | 1942-10-01 | – | 1976-06-30 |
| P 7/Fo 11 | 1976-07-01 | – | 1997-12-31 |

| Malmö garnison (F)  | 1942-09-15 | – | 1975-12-31 |
| Ystads garnison (F) | 1976-01-01 | – | 1997-12-31 |